# Damascus (Georgia)
Damascus is een plaats (town) in de Amerikaanse staat Georgia, en valt bestuurlijk gezien onder Early County.

## Demografie
Bij de volkstelling in 2000 werd het aantal inwoners vastgesteld op 277.
In 2006 is het aantal inwoners door het United States Census Bureau geschat op 265, een daling van 12 (-4,3%).

## Geografie
Volgens het United States Census Bureau beslaat de plaats een oppervlakte van
4,6 km², geheel bestaande uit land. Damascus ligt op ongeveer 60 m boven zeeniveau.

## Plaatsen in de nabije omgeving
De onderstaande figuur toont nabijgelegen plaatsen in een straal van 32 km rond Damascus.